# Helga Schneider
Helga Schneider, née le 17 novembre 1937 à Steinberg, à l’époque en Allemagne, devenue la commune polonaise de Jastrzębnik, est une écrivaine italienne d'origine allemande. Bien que sa langue maternelle soit l'allemand, elle écrit ses œuvres exclusivement en italien. Son roman Lasciami andare, madre [Laisse-moi partir, mère, en français], dans lequel elle règle ses comptes avec sa mère, criminelle de guerre et nostalgique du nazisme, dans une rétrospective autobiographique, a été traduit dans de nombreuses langues. Il a fait aussi l'objet d'une adaptation cinématographique par Polly Steele en 2017 sous le titre Let me go. Son travail littéraire s'articule essentiellement autour de la confrontation avec sa mère et le passé national-socialiste de celle-ci. 

## Biographie
Elle est née en 1937 en Silésie, dans un territoire à l’époque allemand (qui après la Seconde Guerre mondiale est attribué à la Pologne), à Steinberg, en Silésie, où ses grands-parents paternels exploitent une propriété à la campagne. Ses parents sont installés à Berlin-Niederschönhausen. À la suite du déclenchement de la Seconde Guerre mondiale, le père est mobilisé sur le front en tant que soldat. En 1941, la mère laisse Helga et son frère Peter, âgés respectivement de 4 ans et 19 mois, à Berlin, et s'engage comme auxiliaire dans la SS. Puis elle devient gardienne au camp de femmes de Ravensbrück et plus tard à Auschwitz-Birkenau.
Helga et Peter sont accueillis dans la luxueuse villa de la sœur de leur père, tante Margarete (elle se suicidera après la guerre), en attendant que leur grand-mère paternelle arrive de Pologne pour s'occuper de ses petits-enfants. Elle s'occupe des enfants pendant environ un an dans l'appartement de Berlin-Niederschönhausen, où les enfants vivaient auparavant avec leurs parents. Lors d'une permission du front, le père rencontre une jeune Berlinoise, Ursula, et décide de l'épouser en 1942. En conséquence, la grand-mère, farouchement anti-nazi, quitte Berlin, ce qui est une séparation particulièrement douloureuse pour la petite Helga,. 
Mais Ursula, devenue ainsi la belle-mère des enfants,  n'accepte que le petit Peter et fait interner Helga d'abord dans un établissement correctionnel pour enfants difficiles, puis dans un internat pour enfants non désirés par les familles ou issus de familles en échec. À l'automne 1944, la tante Hilde (la sœur de la belle-mère), sort Helga Schneider du pensionnat d'Oranienburg-Eden, et la ramène dans un Berlin réduit à un tas de ruines et de décombres. Des derniers mois de 1944 jusqu'à la fin de la guerre, Helga et sa famille sont contraintes de vivre dans une cave à cause des bombardements continus effectués par les Britanniques et les Américains, souffrant du froid et de la faim.
En décembre 1944, Helga et son frère Peter, grâce à leur tante Hilde, collaboratrice du bureau de propagande du ministre Joseph Goebbels, sont choisis, avec de nombreux autres enfants berlinois, pour être les « petits invités du Führer », une opération de propagande conçue par Goebbels, qui les conduit au bunker du Führer où ils rencontrent Adolf Hitler en personne, décrit par l'auteure, comme un homme âgé au regard magnétique et à la démarche traînante, au visage plein de rides et à la poignée de main molle et moite. 
En 1948, Helga et sa famille retournent en Autriche et s'installent à Attersee am Attersee, accueillis par leurs grands-parents paternels. Elle passe son adolescence à Salzbourg et à Vienne, des années difficiles pendant lesquelles elle étudie la littérature et les beaux-arts.
Depuis 1963, Helga vit à Bologne, en Italie, où elle s’est installée un peu par hasard. La jeune femme tente de gagner sa vie comme journaliste. Elle se marie à un restaurateur italien. En 1966, à la naissance de son fils, elle ressent le besoin de renouer avec  sa mère. En 1971, lorsqu'elle apprend l'existence de celle-ci à Vienne, elle va à sa rencontre. Elle découvre que sa mère, condamnée en 1946 par le tribunal de Nuremberg à six ans de prison pour crime de guerre, n'a rien renié de son passé, et qu’elle garde fièrement en souvenir l'uniforme SS qu'elle voudrait faire porter à Helga, et veut lui offrir des bijoux d'origine inconnue, probablement saisis sur des détenues. Bouleversée par cette rencontre, elle croit pourtant pouvoir passer outre, et se consacre à l’écriture de roman.
« Ce qui a fait déclic, ce n’est pas cette rencontre avec ma mère », raconte-t-elle ultérieurement, « mais l’interview avec le journaliste de La Stampa, Gabriele Romagnoli. C’était en 1994. Mon premier roman, La Bambola decapitata, venait de sortir et il devait écrire quelques lignes. Il m’a téléphoné de Turin : il voulait savoir qui j’étais, connaître un peu ma vie – juste pour compléter son article. Et, je ne sais pas pourquoi, tout est sorti d’un coup : Berlin, ma mère, la Waffen-SS... C’était la première personne à qui je racontais ma vie. » Ce journaliste l’encourage à écrire ses souvenirs de son parcours. Le résultat en est, un an plus tard, un premier récit autobiographique, Il rogo di Berlino. C’est un succès, suivi de récits complémentaires. Des journalistes de la RAI la pousse alors à rendre à nouveau visite à sa mère, en 1998. Puis elle y retourne encore une fois, sans caméra mais avec une cousine. De ces nouvelles rencontres tout autant négatives et traumatisantes en raison de l’adhésion irréductible de sa mère à l'idéologie nazie, naît le livre Lasciami andare, madre publié en Italie en 2001,,. Puis d’autres les années suivantes, ainsi que des traductions en plusieurs langues. En 2017, le récit Lasciami andare, madre fait l’objet d’une adaptation cinématographique par Polly Steele sous le titre Let me go.

## Principales publications

### Œuvres originales, en italien
- La bambola decapitata. Bologne. Pendragon . 1993.
- Il rogo di Berlino. Milan. Adelphi. 1995.
- Porta di Brandeburgo. Milan. Rizzoli. 1997.
- Il piccolo Adolf non aveva le ciglia. Milan. Rizzoli. 1998.
- Lasciami andare, madre. Milan. Adelphi. 2001.
- Stelle di cannella. Milan. Salani. 2002.
- L'usignolo dei Linke. Milan. Adelphi. 2004.
- L'albero di Goethe. Milan. Salani. 2004.
- Io, piccola ospite del Führer. Turin. Einaudi. 2006.
- Heike riprende a respirare. Milan. Salani. 2008.
- La baracca dei tristi piaceri. Milano: Salani 2009.
- Rosel e la strana famiglia del signor Kreutzberg. Milan. Salani. 2010.
- I miei vent'anni. Milan. Salani. 2013.
- L'inutile zavorra dei sentimenti. Milan. Salani. 2015.
- Un amore adolescente. Milan. Salani. 2017.
- Per un pugno di cioccolata e altri specchi rotti. Mantoue. Oligo. 2019.

### Traductions en allemand
- Der Scheiterhaufen von Berlin. Die Geschichte einer Kindheit [Le bûcher funéraire de Berlin. L'histoire d'une enfance]. Traductrice : Sylvia Antz. Mnnich. Editions Heyne, 1997. Nouvelle ptublication sous un autre titre Kein Himmel über Berlin. Eine Kindheit. Munich, Zurich. Éditions Piper. 2006. Titre original Il rogo di Berlino (1995).
- Laß mich gehen [Laissez-moi partir]. Traductrice : Claudia Schmitt. Munich, Zurich. Éditions Piper. 2003. Titre original : Lasciami andare, madre (2001).
- Als wir Kinder waren [Quand nous étions enfants]. Traductrice : Claudia Schmitt. Munich,, Zurich. Éditions Piper. 2006. Titre original : L'usignolo dei Linke (2004).

### Traductions en français
- Laisse-moi partir, mère . Traducteur : Pierre-Emmanuel Dauzat. Éditions Robert Laffont. 2002[3].
- L’incendie de Berlin . Traducteur : Pierre-Emmanuel Dauzat. Éditions Robert Laffont (puis chez Pocket). 2005[1].